# Germershausen

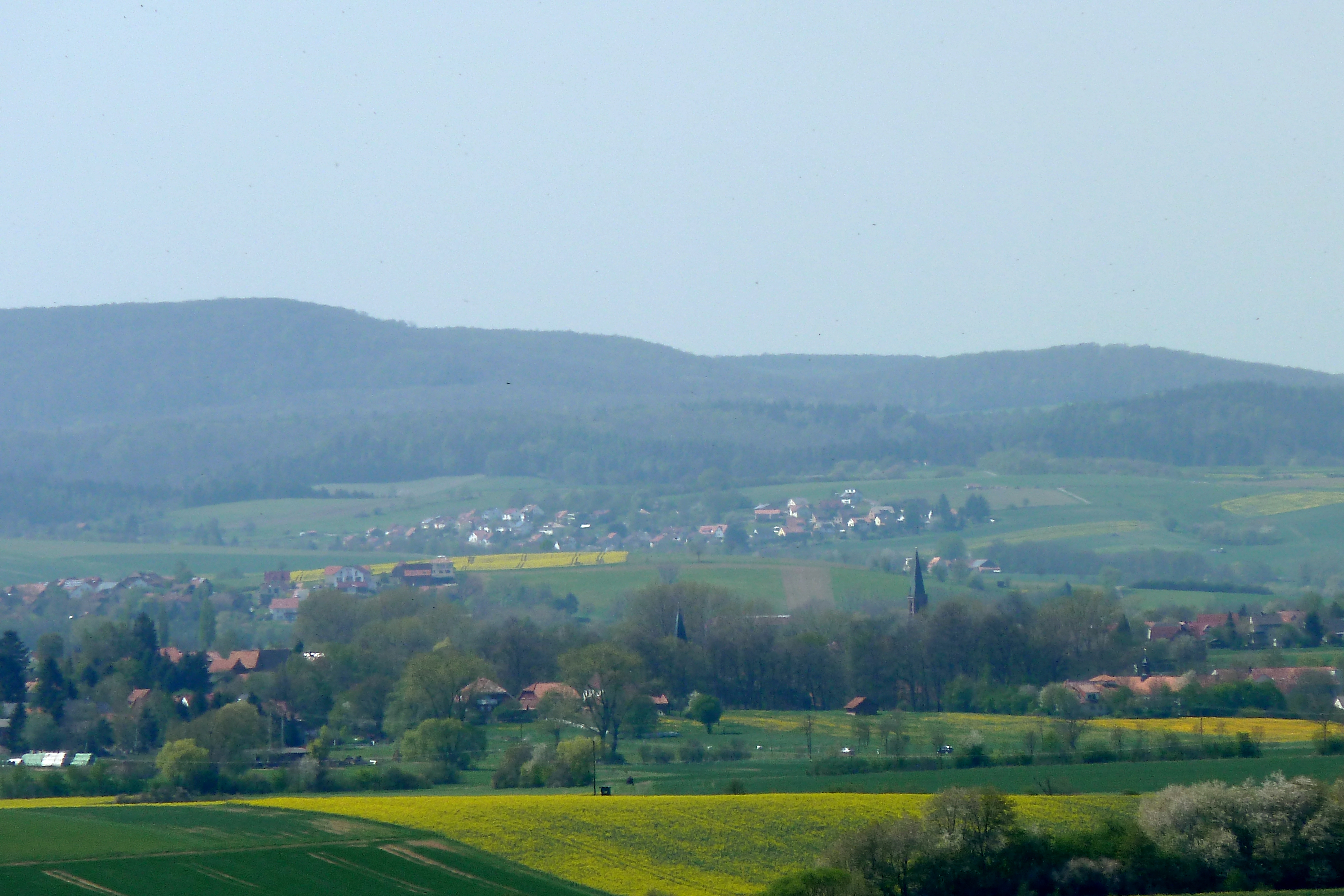
Vue aérienne de Germershausen (à gauche) avec la forêt de Göttingen au fond, au nord.

Germershausen est un village d'Allemagne qui se trouve en Basse-Saxe, dans l'arrondissement de Göttingen.

## Géographie
Germershausen est un village de l'Eichsfeld qui fait partie du regroupement de communes de Gieboldehausen. Il se trouve dans la « Marche d'Or » (Goldene Mark) à 16 km à l'est de Göttingen et à 7 km au nord-ouest de Duderstadt. Germershausen et le village de Rollshausen à 2 km forment la commune de Rollshausen. D'autres villages proches se nomment Bernshausen à l'ouest et Seulingen au sud-ouest.
Le point culminant est le Rote Berg (le Mont Rouge) à 206,8 m d'altitude au sud du village. Germershausen est traversé par la rivière Suhle, qui se jette au nord dans l'Aue.

## Histoire
Germershausen est mentionné pour la première fois en 1013. Germershausen y est mentionné comme la possession la plus ancienne de l'abbaye Saint-Michel de Hildesheim. Son nom proviendrait d'un de ses premiers habitants, Gerimar (fameux par sa lance), et signifie habitation de Gerward/Gerimar. Outre l'abbaye Saint-Michel, les seigneurs de Plessen, les landgraves de Hesse, de Hagen, la famille de Wintzingerode et l'abbaye des bénédictines de Lippoldsberg possèdent des terres à Germershausen.
Au début du Moyen Âge, les Angrivariens continuaient d'y habiter. Ils appartenaient à une tribu saxonne de la Saxe primitive, installée à l'est de la Weser et des deux côtés de la Leine. À l'époque carolingienne la grande Lisgau (bassin versant de la Rhume avec affluents) y coulait encore. À partir du IXe siècle, les ducs de Saxe et les princes de Brunswick en sont seigneurs. En 1324, la Marche d'Or (Goldene Mark) autour de Duderstadt et Gieboldehausen (en partie, puis entièrement en 1342) font partie de l'électorat de Mayence.
L'endroit appartenait aux cinq paroisses de la ville de Duderstadt et était obligé de payer des impôts avant que l'électeur Albert de Mayence ne place Germershausen sous la juridiction du district de Gieboldehausen en 1525. Cela s'est produit grâce au soutien du village dans la Guerre paysanne. Les paysans révoltés ont été interdits d'entrer dans le village, mais les citoyens ont fait « union » avec eux et se sont ainsi engagés à percevoir des paiements. De cette façon, les habitants respiraient et les paysans évitaient l'endroit. Ce n'est qu'après la défaite de l'armée paysanne à Frankenhausen le 15 mai 1525 que le souverain Albert de Mayence commissionna le duc  Henri le Jeune pour punir Duderstadt pour son comportement dans la guerre paysanne.L a conséquence fut, entre autres, le retrait des cinq villages de  de la souveraineté de Duderstadt. Néanmoins, Duderstadt avait encore droit aux devoirs et aux corvées des villages. Germershausen a beaucoup souffert pendant la Guerre de Trente Ans : la population est tombée à seulement 50 à 60 personnes en 1648.
Avant la guerre, une chapelle dédiée à Notre-Dame est construite sur une prairie à la périphérie, qui contenait une statue de Notre-Dame du XVe siècle. Au cours de la Contre-Réforme, c'est à l'initiative du commissaire de l'archevêque Herwig Böning que cette chapelle devint un lieu de pèlerinage à la Vierge Marie. La construction d'une église de pèlerinage plus grande remonte à 1710, mais elle a été démolie avec la chapelle de la Miséricorde en raison des dommages causés par les inondations de 1887. La statue de Maria in der Wiese (Marie du Pré) de l'ancienne chapelle est située dans l'église de Notre-Dame-de-l'Annonciation, nouvellement construite en 1889. C'est aussi la destination de plusieurs pèlerinages chaque année.

## Église Notre-Dame-de-l'Annonciation

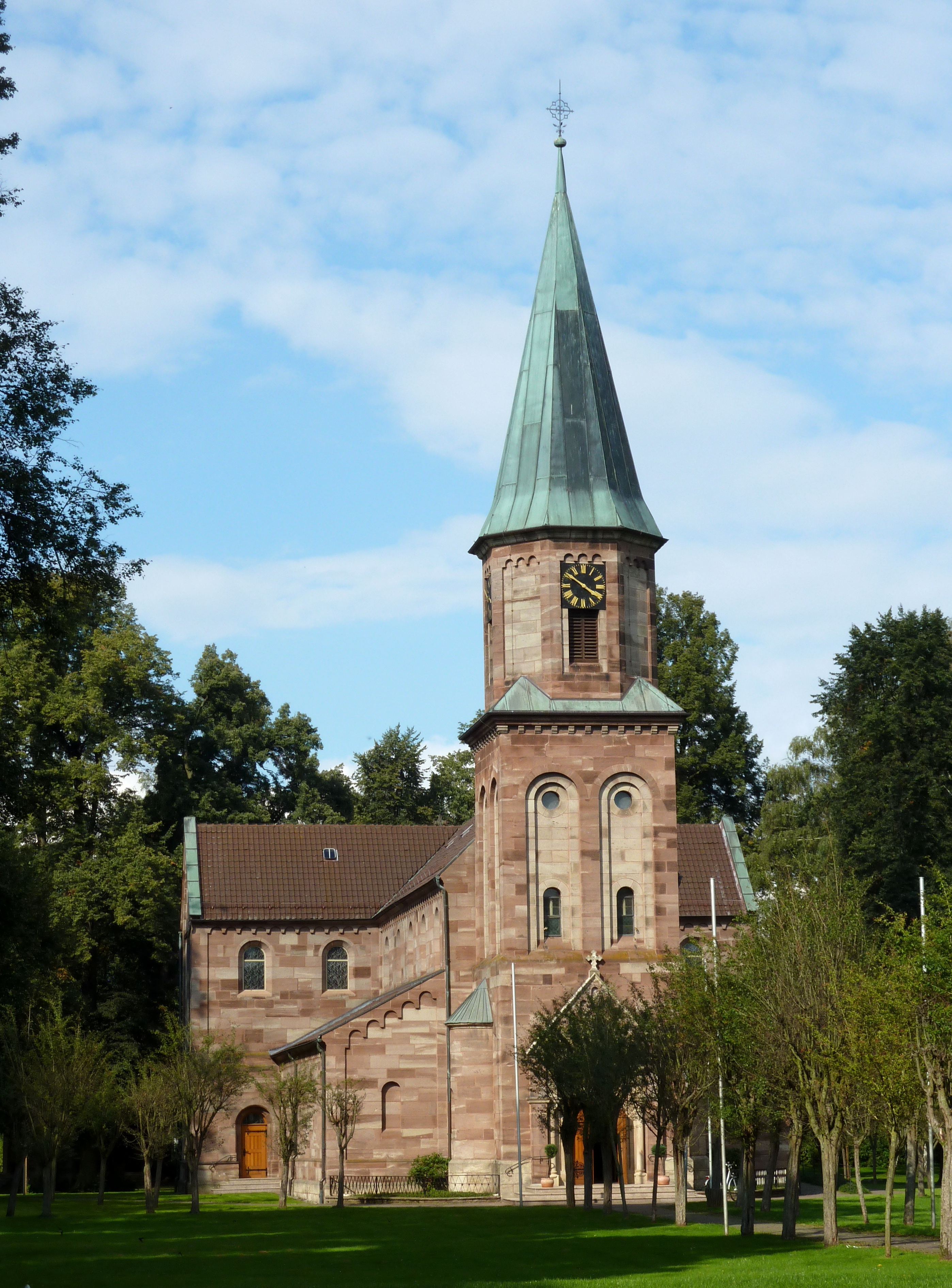
Église de pèlerinage Notre-Dame-de-l'Annonciation de Germershausen.

L'église Notre-Dame-de-l'Annonciation a été reconstruite après que l'église baroque érigée en 1710 a été détruite par une inondation en 1886 et que la chapelle de dévotion se fut effondrée. La première pierre est bénie en août 1887 et l'église est consacrée le 27 juillet 1889 par Mgr Daniel Wilhelm Sommerwerck. Elle est construite sur une parcelle de prairie selon les plans du doyen de la cathédrale de Hildesheim, Anton Paasch. L'église forme un édifice néo-roman à trois nefs, structuré par des arcs aveugles et des pilastres. Elle est de plan basilical et construite en grès rouge. L'abside est de forme semi-circulaire et l'intérieur de l'église est plat. L'intérieur est simple avec une peinture claire, ce qui donne à l'église une impression de sobriété. La statue de dévotion de 72 cm de haut Maria in der Wiese (Marie du Pré) est située dans une nef latérale et représente la Mère de Dieu intronisée avec l'Enfant Jésus. Elle date de 1450 environ. L'autel date de 1958. Depuis le 1er novembre 2014, l'église fait partie de à la paroisse Saint-Jean-Baptiste de Seulingen.

## Pèlerinage

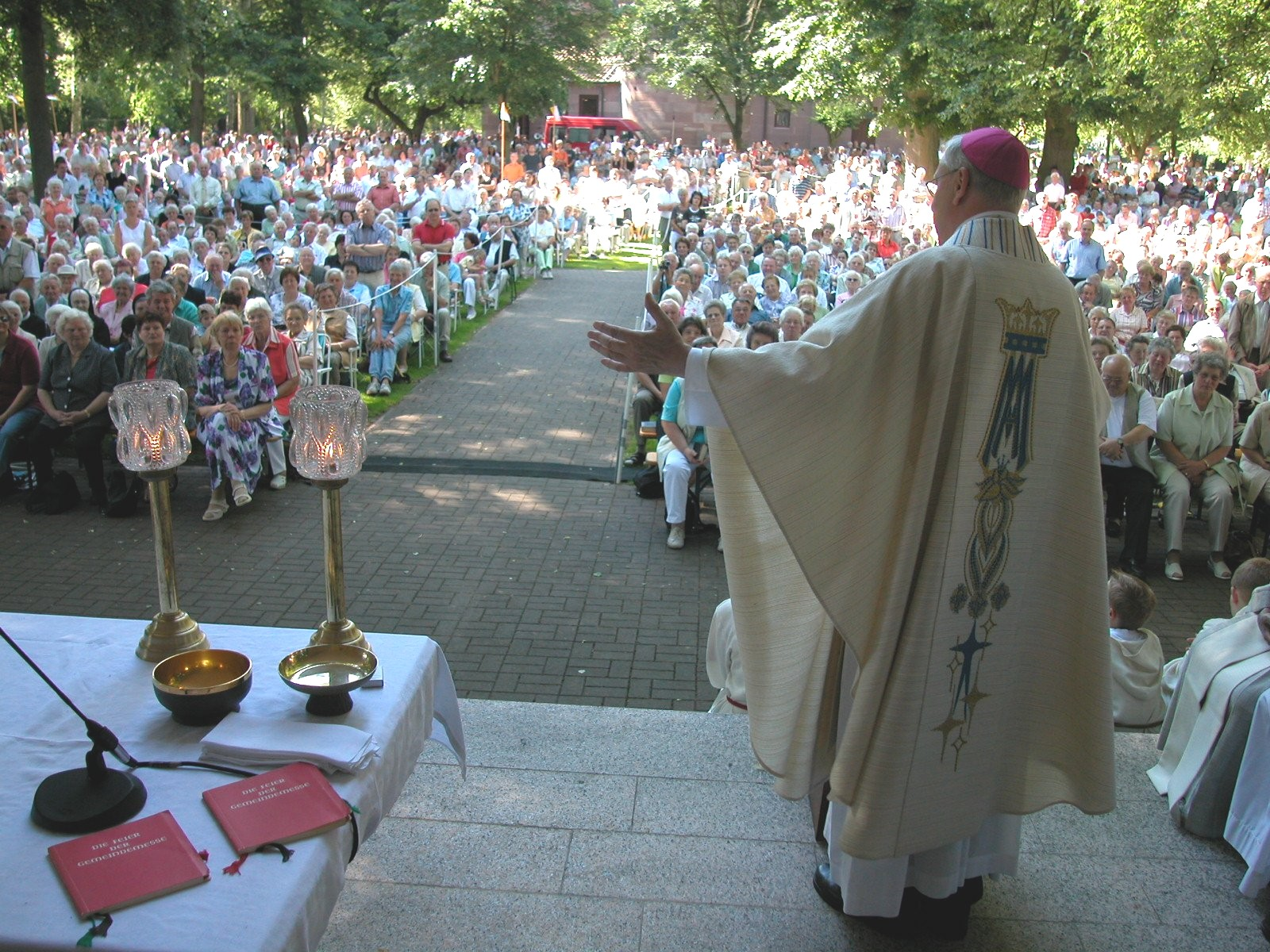
Pèlerinage de 2006 avec Mgr Norbert Trelle.

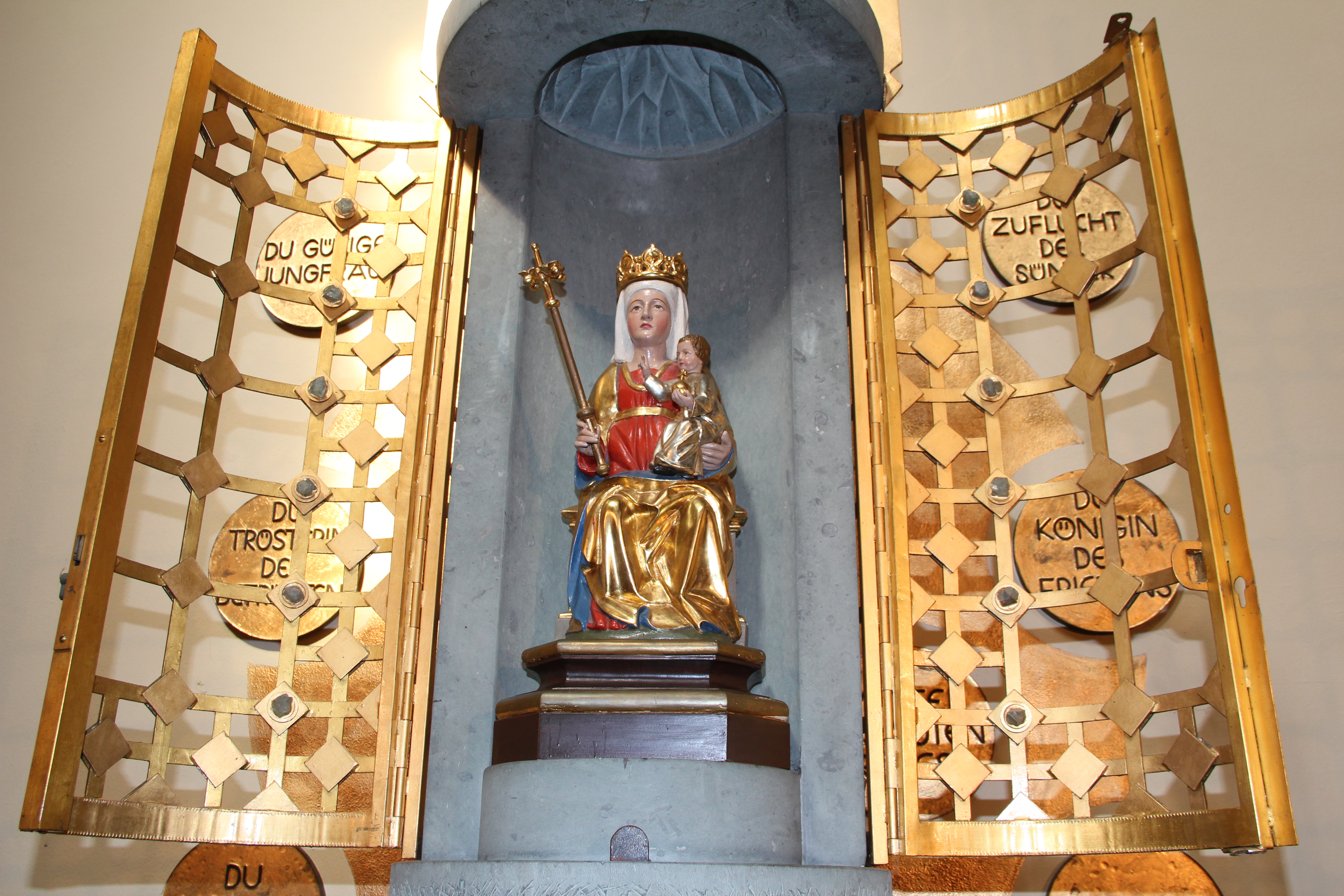
Statue de Marie du Pré avec ex-votos.

La statue de Notre-Dame, appelée Maria in der Wiese (Marie du Pré), fait l'objet du pèlerinage. Il s'agit d'une représentation en bois de la Sainte Vierge assise, tenant un sceptre dans la main droite et tenant l'Enfant Jésus par le bras gauche assis sur ses genoux. Cette sculpture date du milieu du XVe siècle. Il s'agit d'abord d'une pietà, puis elle a été remaniée ainsi. La statue a probablement été érigée et vénérée dans une chapelle qui existait avant 1500. La statue était vêtue jusqu'en 1876, suivant les différents temps liturgiques. Il n'y a aucune preuve historique d'un pèlerinage au Moyen Âge, mais il est certain que les pèlerinages y étaient anciens, cependant le premier document faisant mention du pèlerinage date d'une facture de l'église de Germershausen en 1678.
Le grand pèlerinage se tient tous les ans au premier dimanche de juillet. Des milliers de pèlerins de toutes provenances se retrouvent alors « dans le pré », l'espace vert aux allures de parc qui se trouve autour de l'église, devant un autel. Le pèlerinage marial de Germershausen a été pris en charge par les Augustins, pendant plus de 155 ans (auparavant par les capucins), qui demeuraient depuis 1864 au couvent de Germershausen. Ils en sont partis en 2019. 
Autres pèlerinages à Maria in der Wiese :
- Petit pèlerinage: dernier dimanche de mars
- Pèlerinage des femmes : 1er dimanche de mai
- Pèlerinage des hommes : 1er dimanche de septembre.